# Max Lilienthal
Pour les articles homonymes, voir Lilienthal (homonymie).
Max Lilienthal, né le 3 novembre 1814 à Munich (royaume de Bavière) et décédé le 6 avril 1882 à Cincinnati (USA), est tout d'abord le conseiller du gouvernement russe pour la réforme des écoles juives de Russie, puis un rabbin partisan du  judaïsme réformé aux États-Unis.    

## Biographie

### Travail pour le gouvernement russe
Après avoir obtenu un doctorat de l'université de Munich, Max Lilienthal est recommandé par le rabbin Ludwig Philippson pour diriger une école juive inspirée du mouvement des Lumières, à Riga, alors partie de l'Empire russe. Arrivé à Riga en 1840, son travail à l'école est remarqué par le ministre de l'Instruction publique Sergueï Ouvarov. Celui-ci fait appel à lui l'année suivante pour le charger d'apporter les Lumières aux Juifs éduqués. La mission la plus importante de Lilienthal est de convaincre les Juifs de l'importance d'une éducation éclairée. 
Lilienthal convoque alors des responsables des différentes communautés juives dans la zone de résidence afin de leur fournir des recommandations sur la réforme des écoles, mais la notion de réforme est si controversée que beaucoup boycottent sa convocation. Néanmoins, Lilienthal se lance dans des plans ambitieux pour l'ouverture, en Russie, d'écoles inspirées de la Haskala, le mouvement des Lumières juif. Il invite ses collègues d'Europe centrale à venir enseigner dans des écoles russes, mais Lilienthal ne prend pas conscience du degré de répulsion qu'ont les Juifs russes à se voir imposer une éducation inspirée de l'étranger. Pour eux, Lilienthal est un agent du gouvernement tsariste, qui veut les convertir au christianisme orthodoxe russe.  
L'écrivaine juive russe Pauline Wengeroff écrira quelques décennies plus tard dans ses mémoires:  
« Le Dr Lilienthal a pris la peine de réunir, chaque jour autour de lui, de nombreux jeunes hommes de Brest [en Biélorussie], leur parlant d'acquérir l'éducation de l'Europe de l'Ouest, leur donnant divers conseils utiles, dessinant leur futur en tant qu'hommes cultivés. Il gagna le cœur de ces jeunes hommes impressionnables, qui bien que restant fidèles à la religion de leurs parents en matière d'observance, étaient aiguillés vers de nouveaux chemins dans tous les autres domaines, se détournant même davantage de l'orientation culturelle de l'ancienne génération. »
En 1844, la loi qui ordonne la création d'écoles où les jeunes Juifs apprendront les sujets séculaires ainsi que la religion juive, est une victoire pour Lilienthal et pour la Haskala, mais Lilienthal quitte la Russie peu de temps après. La motivation de son départ précipité est inexpliquée et reste un motif de discussion parmi les chercheurs. Certains font écho d'un possible détournement de fonds qui aurait entrainé une investigation du gouvernement russe. D'autres pensent que Lilienthal commençait à douter de la sincérité du gouvernement russe qui aurait voulu interdire l'enseignement du Talmud dans les écoles juives.

### AuxÉtats-Unis
Arrivé à New York en 1845, Lilienthal va servir comme rabbin pendant plusieurs années. Il est le premier rabbin de la synagogue Anshe Chesed à Manhattan, à l'époque la synagogue ayant le plus grand nombre de fidèles de tous les États-Unis. En 1850, il ouvre une école juive. En 1855, il s'installe à Cincinnati (Ohio), pour devenir éditeur au journal de langue anglaise, The American Israelite, et pour servir de rabbin à la synagogue Bene Israel. En tant que rabbin à Cincinnati, il soutient le judaïsme réformé et écrit dans différentes publications. Il défend les écoles juives et les écoles séculaires. Il enseigne à l'Hebrew Union College et est membre du Conseil de l'éducation de Cincinnati.
Lilienthal est plus tard un fervent partisan du mouvement pour l'abolition de l'esclavage aux États-Unis, bien que peu de Juifs américains soient propriétaires d'esclaves.